# Gustavo Pittaluga (músico)
Gustavo Pittaluga González del Campillo (Madrid, 8 de febrero de 1906-Madrid, octubre de 1975) fue un compositor, director de orquesta y ensayista español, perteneciente al llamado Grupo de los Ocho —un conjunto de artistas contemporáneos y afines a los escritores de la Generación del 27—.

## Biografía
Era hijo de un afamado médico italiano Gustavo Pittaluga Fattorini, que se había instalado en Madrid a principios del siglo xx y se naturalizó español. Gustavo nació en Madrid y estudió derecho y música. Su maestro fue Óscar Esplá y también recibió gran influencia de Manuel de Falla, con quien mantuvo correspondencia. 
En 1930 dictó una conferencia en la Residencia de Estudiantes de Madrid que se convertirá en el manifiesto musical del llamado Grupo de Madrid o Grupo de los Ocho.
Se casó con la actriz Ana María Muñoz Custodio. Tras la guerra civil española terminó estableciéndose en México. Allí compuso las bandas sonoras de varias películas de Luis Buñuel, entre otras, las de Los olvidados —por cuya música fue candidato, junto a Rodolfo Halffter, al Premio Ariel de 1952— y Viridiana. En 1962 regresó de su exilio y se instaló en Madrid, donde llevó una vida apartada de toda actividad pública.

## Obra
Pittaluga, como otros miembros de su generación musical, se esforzó en modernizar la música española y en superar la influencia del nacionalismo, siguiendo los pasos de Manuel de Falla en sus obras más avanzadas, como el Concierto para clave, El retablo de maese Pedro o Noches en los jardines de España. También tuvo influencia de Ígor Stravinski y del grupo francés Les Six. Pittaluga se convirtió en uno de los representantes más importantes del Neoclasicismo musical del siglo xx en España.
En 1933 estrenó varias obras importantes en las que se aprecia la influencia de Falla, así, La romería de los cornudos, Concierto militar y Petite Suite. El estilo neoclasicista de Pittaluga y su aprecio por la música española del siglo xviii, como la de Domenico Scarlatti y la de Mateo Albéniz, se manifiesta en otras obras como su Homenaje a Mateo Albéniz para guitarra. Otras composiciones suyas son el Capriccio alla romantica para piano y orquesta, Chanson romantique y Estudio vocal.